# Nekrolog 4. Quartal 1922
Nekrolog
◄◄
| ◄
| 1918
| 1919
| 1920
| 1921
| 1922 | 1923 | 1924 | 1925 | 1926 | ► | ►►
1. Quartal |
2. Quartal |
3. Quartal |
4. Quartal 1922
Weitere Ereignisse | Allgemeiner Nekrolog 1922
Die Beschreibung der verstorbenen Person sollte so kurz wie möglich gehalten sein und nur deren signifikante Tätigkeit(en) enthalten.
Neue Namen ggf. auch unter dem Geburts- und Sterbedatum, also etwa unter 1. Januar und im Geburts- und Sterbejahr (2024) eintragen (nur bei entsprechender großer Wichtigkeit). Für Beispiele siehe die schon vorhandenen Artikel.
Außerdem über die fünf zuletzt Verstorbenen, zu denen es einen ausreichend guten Artikel für eine Präsentation auf der Hauptseite gibt, nach der todesbedingten Überarbeitung der Artikel ggf. auch unter Wikipedia Diskussion:Hauptseite informieren und sie am besten auch in den anderen Wikipedia-Sprachversionen eintragen. Tipp: Regelmäßig bei news.google.de nach „ist tot“, „gestorben“ oder „verstorben“ suchen.
Wenn eine Person gestorben ist, gibt es viele Seiten zu dieser Person in der Wikipedia, die davon auch betroffen sind und entsprechend aktualisiert werden müssen. Beispiele: Namenübersichtsseite, Geburtsjahr, Geburtsort-Seiten und viele mehr.
Wie finde ich die betroffenen Seiten?
Im Suchfeld auf der linken Seite gibt man den Suchbegriff so ein: „Vorname Nachname“. Dann klickt man auf Volltext und alle Seiten mit entsprechendem Suchtext werden aufgerufen. Hier sieht man dann schnell, wo auch das Todesjahr Sinn macht oder sogar ein Teil des Artikels angepasst werden muss. Auch hilft das „Werkzeug“ auf der linken Seite sehr gut, um solche Seiten aufzufinden: „Links auf diese Seite“. Somit ist die Wikipedia wieder aktuell in allen Bereichen! Hinweis: bei Eintragung der Kategorie „Gestorben JAHR“ wird der Missbrauchsfilter 49 ausgelöst, was jedoch nicht schlimm ist. Siehe: Spezial:Missbrauchsfilter/49
Dies ist eine Liste von im vierten Quartal 1922 verstorbenen bekannten Persönlichkeiten. Die Einträge erfolgen innerhalb der einzelnen Daten alphabetisch sortiert. Tiere sind im Nekrolog für Tiere zu finden.

## Oktober
| Tag         | Name                                        | Beruf, bekannt als                                                                                                 | Alter | Beleg |
| ----------- | ------------------------------------------- | --- | ----- | ----- |
| 1. Oktober  | Oskar Frankfurter                           | deutscher Sprachwissenschaftler und Thaiist                                                                        | 70    |       |
| 2. Oktober  | Bruno Decker                                | deutscher Dramaturg, Opernregisseur, Bühnenschriftsteller und Operettenlibrettist                                  | 51    |       |
| 2. Oktober  | Lucius F. C. Garvin                         | US-amerikanischer Politiker und Gouverneur des Bundesstaates Rhode Island (1903–1905)                              | 80    |       |
| 3. Oktober  | Fabio Besta                                 | italienischer Rechts- und Wirtschaftshistoriker                                                                    | 77    |       |
| 3. Oktober  | Gregor Orologas                             | griechisch-orthodoxer Metropolit                                                                                   |       |       |
| 3. Oktober  | Otto Richter                                | deutscher Archivar, Bibliothekar und Historiker                                                                    | 70    |       |
| 4. Oktober  | Paula Deppe                                 | deutsche Malerin und Grafikerin                                                                                    | 35    |       |
| 4. Oktober  | Patrick James Donahue                       | britischer Geistlicher, Bischof von Wheeling                                                                       | 73    |       |
| 4. Oktober  | Anton Hermann Fassl                         | deutscher Entomologe, Forschungsreisender und Insektenhändler                                                      | 45    |       |
| 4. Oktober  | Matthias Kriegner                           | österreichischer Politiker (SDAP), Landtagsabgeordneter                                                            | 49    |       |
| 4. Oktober  | Joseph Lindebner                            | deutscher Maschinenbauingenieur, Jesuit und Missionar der Sioux-Indianer                                           | 76    |       |
| 4. Oktober  | Fabian Ogutsch                              | Chasan |       |       |
| 4. Oktober  | Wilhelm Pawlik                              | österreichischer Kapellmeister, Dirigent und Komponist                                                             | 56    |       |
| 4. Oktober  | Sigmund Pick                                | jüdischer Geldverleiher in Prag                                                                                    | 73    |       |
| 4. Oktober  | Ellis Rowan                                 | australische Illustratorin, Malerin, Naturforscherin und Entdeckerin                                               | 74    |       |
| 5. Oktober  | Alexander Apollonowitsch Alenizyn           | russischer Tennisspieler                                                                                           | 37    |       |
| 5. Oktober  | Gustav Gieselbusch                          | deutscher Baptistenpastor, Direktor des Predigerseminars der deutschen Baptisten (1914–1922)                       | 50    |       |
| 5. Oktober  | Johannes Grotjan                            | deutscher Architekt                                                                                                | 78    |       |
| 5. Oktober  | Foeke Buitenrust Hettema                    | westfriesischer Gymnasiallehrer und Philologe                                                                      | 60    |       |
| 5. Oktober  | Mariquita                                   | französische Tänzerin und Choreografin                                                                             |       |       |
| 5. Oktober  | Hermann Leberecht Strack                    | deutscher Theologe und Orientalist                                                                                 | 74    |       |
| 6. Oktober  | Ludwig von Langenmantel                     | deutscher Adeliger und Historienmaler                                                                              | 68    |       |
| 7. Oktober  | Robert Diez                                 | deutscher Bildhauer                                                                                                | 78    |       |
| 7. Oktober  | Marie Lloyd                                 | britische Sängerin und Unterhaltungskünstlerin                                                                     | 52    |       |
| 7. Oktober  | Karl Schmidt                                | deutscher Volkskundler, Architekt und Oberbaurat                                                                   | 68    |       |
| 8. Oktober  | Alexander Riese                             | deutscher Altphilologe                                                                                             | 82    |       |
| 9. Oktober  | Lassar Cohn                                 | deutscher Chemiker                                                                                                 | 64    |       |
| 9. Oktober  | Arnold Ehret                                | deutscher Naturheilkundler und Buchautor                                                                           | 56    |       |
| 9. Oktober  | Jorge Montt Álvarez                         | Präsident von Chile                                                                                                | 77    |       |
| 9. Oktober  | Alfred Nathan                               | deutscher Rechtsanwalt und Philanthrop                                                                             | 51    |       |
| 10. Oktober | Harry Buermeyer                             | Vater des amerikanischen Wettkampfsports                                                                           | 83    |       |
| 10. Oktober | Luisa Capetillo                             | puerto-ricanische Feministin und Anarchistin                                                                       | 42    |       |
| 10. Oktober | Isaac Guggenheim                            | US-amerikanischer Industrieller und Philanthrop                                                                    | 68    |       |
| 10. Oktober | Fridolin Schneider                          | deutscher Lehrer und Politiker (Zentrum), MdR                                                                      | 72    |       |
| 11. Oktober | August Leopold von Sachsen-Coburg und Gotha | kaiserlich brasilianischer Thronfolger                                                                             | 54    |       |
| 11. Oktober | Carl von Carmer                             | deutscher Politiker und Politiker, MdR                                                                             | 61    |       |
| 12. Oktober | Alexander zu Münster                        | deutscher Gutsherr und Parlamentarier                                                                              | 64    |       |
| 12. Oktober | Victor von Röll                             | österreichischer Ministerialbeamter, Jurist, Herausgeber einer Eisenbahnenzyklopädie                               | 70    |       |
| 12. Oktober | Johannes Wetzlich                           | deutscher Politiker der DNVP                                                                                       | 51    |       |
| 13. Oktober | Siegmund von Benigni in Müldenberg          | österreichischer Feldzeugmeister                                                                                   | 67    |       |
| 13. Oktober | Max Biechele                                | deutscher Apotheker, Pharmakologe und Autor                                                                        | 83    |       |
| 13. Oktober | Elizabeth Williams Champney                 | US-amerikanische Schriftstellerin                                                                                  | 72    |       |
| 13. Oktober | Louis Kürsteiner                            | Schweizer Bauingenieur                                                                                             | 60    |       |
| 13. Oktober | Irénée Lang                                 | deutscher Industrieller und Politiker (Zentrum), MdR                                                               | 81    |       |
| 13. Oktober | Karel Mašek                                 | tschechischer Schriftsteller und Dichter                                                                           | 54    |       |
| 13. Oktober | Christian Schramm                           | deutscher Architekt                                                                                                | 64    |       |
| 15. Oktober | John Forrest Kelly                          | US-amerikanischer Erfinder                                                                                         | 63    |       |
| 15. Oktober | Gottfried Ziegler                           | deutscher Kaufmann, Industrie-Manager und Kommunalpolitiker                                                        | 82    |       |
| 16. Oktober | Miquel Costa i Llobera                      | spanischer Autor                                                                                                   | 68    |       |
| 16. Oktober | Percy Ludgate                               | irischer Erfinder                                                                                                  | 39    |       |
| 16. Oktober | Wilhelm Ulbrich                             | deutscher Modelleur, Heimatdichter und langjähriger Berichterstatter der damaligen Landeszeitung „Schwarzburgbote“ | 76    |       |
| 17. Oktober | Sørin Emil Müller                           | färöischer Kaufmann, Reeder und Politiker                                                                          | 66    |       |
| 17. Oktober | Hugo Rühl                                   | deutscher Turnlehrer und Sportfunktionär                                                                           | 77    |       |
| 17. Oktober | Karl Schaller                               | deutscher Jurist und Staatsminister                                                                                | 76    |       |
| 17. Oktober | August Ventzki                              | deutscher Ingenieur, Erfinder und Unternehmer                                                                      | 66    |       |
| 17. Oktober | William Henry Wesley                        | englischer Lithograph                                                                                              | 81    |       |
| 17. Oktober | Walther G. Wever                            | deutscher Jurist und Diplomat                                                                                      | 63    |       |
| 18. Oktober | Ellsworth Duquette                          | kanadischer Sänger                                                                                                 | 59    |       |
| 18. Oktober | Nina Gorter                                 | niederländisch-deutsche Musikpädagogin                                                                             | 55    |       |
| 18. Oktober | Jacques Gros                                | Architekt des Historismus                                                                                          | 63    |       |
| 18. Oktober | Suze Robertson                              | niederländische Malerin                                                                                            | 66    |       |
| 19. Oktober | Eduard von Adriani                          | preußischer General der Infanterie                                                                                 | 65    |       |
| 19. Oktober | Albert Borer                                | Schweizer Industrieller                                                                                            | 47    |       |
| 19. Oktober | Kurt Albert Gerlach                         | deutscher Soziologe                                                                                                | 36    |       |
| 19. Oktober | Heinrich Joseph Koulen                      | deutscher Bildhauer                                                                                                | 70    |       |
| 19. Oktober | William Stevenson Meyer                     | indischer Politiker und Diplomat                                                                                   | 62    |       |
| 19. Oktober | Jakob Müller                                | Schweizer Eisenbahnmanager                                                                                         | 64    |       |
| 20. Oktober | José Bensaude                               | portugiesischer Unternehmer                                                                                        | 87    |       |
| 20. Oktober | Maria Bertilla Boscardin                    | italienische Krankenpflegerin und katholische Heilige                                                              | 34    |       |
| 20. Oktober | Stephan Burián                              | österreichisch-ungarischer Diplomat und Politiker                                                                  | 70    |       |
| 20. Oktober | Carl Strehlow                               | deutscher Missionar und Ethnologe                                                                                  | 50    |       |
| 21. Oktober | Georg von Kries                             | königlich preußischer Oberförster und Politiker                                                                    | 59    |       |
| 21. Oktober | Louis Tuchscherer                           | deutscher Erfinder und Fahrzeugbauer                                                                               | 75    |       |
| 22. Oktober | Lyman Abbott                                | US-amerikanischer Religionsphilosoph                                                                               | 86    |       |
| 22. Oktober | Temistocle Calzecchi-Onesti                 | italienischer Physiker                                                                                             | 68    |       |
| 22. Oktober | Joseph J. Russell                           | US-amerikanischer Politiker                                                                                        | 68    |       |
| 22. Oktober | Jaša Tomić                                  | serbischer Politiker, Publizist, Journalist und Literat                                                            | 65    |       |
| 23. Oktober | Harry L. Maynard                            | US-amerikanischer Politiker                                                                                        | 61    |       |
| 23. Oktober | Karl von Platen-Hallermund                  | deutscher Verwaltungsjurist                                                                                        | 64    |       |
| 24. Oktober | Wilhelm Bode                                | deutscher Aktivist einer Antialkoholiker-Bewegung und Schriftsteller                                               | 60    |       |
| 25. Oktober | Niels Christian Hansen                      | dänischer Maler und Fotograf                                                                                       | 87    |       |
| 25. Oktober | Oscar Hertwig                               | deutscher Zoologe und Anatom                                                                                       | 73    |       |
| 25. Oktober | Aksel Waldemar Johannessen                  | norwegischer Maler und Grafiker                                                                                    | 41    |       |
| 25. Oktober | Emilie Mundt                                | dänische Malerin und Kunstlehrerin                                                                                 | 80    |       |
| 25. Oktober | Carl Röhling                                | deutscher Bildhauer, Genremaler, Illustrator, Radierer und Zeichner                                                | 72    |       |
| 26. Oktober | Ignatz Feigel                               | deutscher oldenburgischer Politiker                                                                                | 67    |       |
| 26. Oktober | Anton Franck                                | deutscher Sänger, Schauspieler und Komiker                                                                         | 57    |       |
| 26. Oktober | Cargill Gilston Knott                       | schottischer Physiker und angewandter Mathematiker und Pionier der Seismologie                                     | 66    |       |
| 26. Oktober | Hermine Weinreb                             | österreichische Pädagogin und Schulreformerin                                                                      | 59    |       |
| 27. Oktober | Justin De Witt Bowersock                    | US-amerikanischer Politiker                                                                                        | 80    |       |
| 27. Oktober | Julian Onderdonk                            | amerikanischer Maler                                                                                               | 40    |       |
| 27. Oktober | Hans Reusch                                 | norwegischer Geologe                                                                                               | 70    |       |
| 27. Oktober | Franz Martin Schindler                      | österreichischer katholischer Theologe und Politiker                                                               | 75    |       |
| 28. Oktober | Alexander Crum Brown                        | schottischer Chemiker                                                                                              | 84    |       |
| 28. Oktober | Féodor Hoffbauer                            | deutsch-französischer Architekturmaler, Illustrator, Architekt und Bauhistoriker                                   | 83    |       |
| 28. Oktober | Theodor Kirchhoff                           | deutscher Psychiater                                                                                               | 69    |       |
| 28. Oktober | Hedwig von Schreibershofen                  | deutsche Schriftstellerin                                                                                          | 82    |       |
| 28. Oktober | Hugo Verriest                               | flämischer Priester und Schriftsteller                                                                             | 81    |       |
| 29. Oktober | Felice Barnabei                             | italienischer Klassischer Archäologe und Politiker, Mitglied der Camera                                            | 80    |       |
| 29. Oktober | Antonio Barzaghi-Cattaneo                   | Schweizer Maler | 88    |       |
| 29. Oktober | Fritz Drechsler                             | deutscher Architekt                                                                                                | 61    |       |
| 29. Oktober | Loren McMurray                              | US-amerikanischer Jazzmusiker (Altsaxophon, Klarinette)                                                            | 25    |       |
| 30. Oktober | Pavel Argeyev                               | russisch-französischer Jagdflieger während des Ersten Weltkriegs                                                   | 35    |       |
| 30. Oktober | Mary De la Beche Nicholl                    | walisische Naturforscherin und Lepidopterologin                                                                    | 83    |       |
| 30. Oktober | Géza Gárdonyi                               | ungarischer Schriftsteller                                                                                         | 59    |       |
| 30. Oktober | Karl Hassack                                | österreichischer Warenkundler und Autor                                                                            | 60    |       |
| 30. Oktober | Moritz Vogel                                | deutscher Organist, Komponist, Musikpädagoge und Musikkritiker                                                     | 76    |       |
| 31. Oktober | Heinrich Becker                             | deutscher Architekt in China                                                                                       | 54    |       |
| 31. Oktober | Adalbert Bezzenberger                       | deutscher Philologe, Rektor der Albertus-Universität                                                               | 71    |       |
| 31. Oktober | Victor Dave                                 | belgischer Journalist und Anarchist                                                                                | 77    |       |
| 31. Oktober | Ansgar Schoppmeyer                          | deutscher Buchgestalter und Typograph                                                                              | 65    |       |
| 31. Oktober | Albert Störmer                              | deutscher Kapitän, Gewerkschafter                                                                                  | 75    |       |
|             | Hamilton Marr                               | britischer Landschaftsmaler                                                                                        | 76    |       |
|             | August Stein von Kaminski                   | preußischer Generalleutnant                                                                                        |       |       |

## November
| Tag          | Name                              | Beruf, bekannt als | Alter | Beleg |
| ------------ | --------------------------------- | --- | ----- | ----- |
| 1. November  | Alva Adams                        | US-amerikanischer Politiker                                                                                             | 72    |       |
| 1. November  | Reinhold Callmander               | schwedischer Genre-, Porträt-, Wand- und Glasmaler der Düsseldorfer Schule, Illustrator, Möbelgestalter und Kunstlehrer | 81    |       |
| 1. November  | Alfred Capus                      | französischer Journalist, Dramatiker und Romancier                                                                      | 63    |       |
| 1. November  | Afonso Henriques de Lima Barreto  | brasilianischer Journalist und Autor                                                                                    | 41    |       |
| 1. November  | Carl Wilhelm Niederstein          | deutscher Reichsgerichtsrat                                                                                             | 58    |       |
| 1. November  | Thomas Nelson Page                | US-amerikanischer Diplomat und Schriftsteller                                                                           | 69    |       |
| 1. November  | Robert Wheeler Willson            | US-amerikanischer Astronom                                                                                              | 69    |       |
| 1. November  | Julius Zwißler                    | deutscher Verleger | 74    |       |
| 2. November  | Lucius E. Pinkham                 | US-amerikanischer Politiker, vierter Territorialgouverneur von Hawaii                                                   | 72    |       |
| 3. November  | Jacques Bizet                     | französischer Unternehmer und Schriftsteller                                                                            | 50    |       |
| 3. November  | Paul Hieronymus Kind              | Schweizer reformierter Pfarrer                                                                                          | 75    |       |
| 4. November  | Hermann Gutzmann sen.             | deutscher Mediziner und Begründer der Phoniatrie in Deutschland                                                         | 57    |       |
| 4. November  | Hans von Kemnitz                  | deutscher Verwaltungsbeamter                                                                                            | 69    |       |
| 4. November  | Alfred Möller                     | deutscher Forstwissenschaftler                                                                                          | 62    |       |
| 5. November  | Pedro Narciso Arata               | argentinischer Chemiker                                                                                                 | 74    |       |
| 5. November  | Edmond Bouty                      | französischer Physiker                                                                                                  | 76    |       |
| 5. November  | Ernst Ludolf Meyer                | deutscher Maler | 74    |       |
| 5. November  | Ljubomir Wessow                   | bulgarischer Dichter und Revolutionär                                                                                   | 30    |       |
| 6. November  | Ali Kemal Bey                     | türkischer Journalist und Politiker                                                                                     |       |       |
| 6. November  | Morgan Bulkeley                   | US-amerikanischer Geschäftsmann und Politiker, Gouverneur und Senator von Connecticut                                   | 84    |       |
| 6. November  | Charles A. Burkhart               | US-amerikanischer Politiker                                                                                             | 62    |       |
| 6. November  | August Kapell                     | deutscher Politiker (SADP), MdR                                                                                         | 78    |       |
| 6. November  | Wilhelm Scheiner                  | deutscher Kunstmaler | 70    |       |
| 7. November  | Artur Alberto de Campos Henriques | portugiesischer Politiker                                                                                               | 69    |       |
| 7. November  | Sam Thompson                      | US-amerikanischer Baseballspieler                                                                                       | 62    |       |
| 9. November  | Friedrich Canthal                 | deutscher Unternehmer und Politiker                                                                                     | 74    |       |
| 9. November  | Alberto Puschi                    | italienischer Archäologe und Numismatiker                                                                               | 69    |       |
| 9. November  | Kurt-Hans Willecke                | deutscher Jurist und Dichter                                                                                            | 43    |       |
| 9. November  | Olga Wojan                        | Schauspielerin und Schriftstellerin                                                                                     | 26    |       |
| 10. November | Ladislaus Beszedes                | ungarischer Bildhauer                                                                                                   | 48    |       |
| 10. November | Joseph Bösch                      | Schweizer Architekt | 83    |       |
| 10. November | Horace Worth Vaughan              | US-amerikanischer Jurist und Politiker                                                                                  | 54    |       |
| 11. November | Klaudiusz Angermann               | polnischer Politiker, Mitglied des Österreichischen Abgeordnetenhauses                                                  | 61    |       |
| 11. November | Gustav Kappler                    | österreichischer Marinemaler                                                                                            | 67    |       |
| 11. November | William Ledyard Stark             | US-amerikanischer Politiker                                                                                             | 69    |       |
| 11. November | Hans Strziska                     | österreichischer Politiker (DnP), Abgeordneter zum Nationalrat                                                          | 56    |       |
| 12. November | August Duesberg                   | deutscher Violinist und Musikpädagoge                                                                                   | 55    |       |
| 12. November | Léon Livinhac                     | französischer römisch-katholischer Ordensgeistlicher, Apostolischer Vikar von Nyanza-Victoria                           | 76    |       |
| 12. November | Bernhard Wilhelm Schuler          | deutscher Bankier, Verleger und Schriftsteller                                                                          | 72    |       |
| 12. November | Bellamy Storer                    | US-amerikanischer Diplomat und Politiker der Republikanischen Partei                                                    | 75    |       |
| 12. November | Luke Edward Wright                | US-amerikanischer Politiker und Diplomat                                                                                | 76    |       |
| 13. November | Gösta Runö                        | schwedischer Pentathlet                                                                                                 | 25    |       |
| 14. November | Isidre Bonsoms i Sicart           | katalanischer Bibliophiler und Gelehrter                                                                                |       |       |
| 14. November | Stanislao Falchi                  | italienischer Komponist und Musikpädagoge                                                                               | 71    |       |
| 14. November | Rudolf Kjellén                    | schwedischer Staatswissenschaftler und Politiker, Mitglied des Riksdag                                                  | 58    |       |
| 14. November | Gustav Schacht                    | deutscher Manager der Papierindustrie                                                                                   | 47    |       |
| 14. November | Joseph Werner                     | deutscher Komponist, Violoncellist und Violoncellolehrer                                                                | 85    |       |
| 14. November | Carl Michael Ziehrer              | österreichischer Komponist                                                                                              | 79    |       |
| 15. November | Adolf Greilich                    | deutscher Fabrikant und Politiker                                                                                       | 50    |       |
| 15. November | Michael L. McCormack              | US-amerikanischer Schiffskapitän, Geschäftsmann, Bankier, Großgrundbesitzer und Politiker                               | 74    |       |
| 15. November | Theo Zasche                       | österreichischer Maler und Karikaturist                                                                                 | 60    |       |
| 16. November | Max Abraham                       | deutscher theoretischer Physiker                                                                                        | 47    |       |
| 16. November | Kunigunde Ansion                  | österreichische Schriftstellerin                                                                                        | 59    |       |
| 17. November | Albert Aichele                    | Schweizer Pionier der Elektrotechnik                                                                                    | 57    |       |
| 17. November | Robert Comtesse                   | Schweizer Politiker | 75    |       |
| 17. November | William Graves Sharp              | US-amerikanischer Politiker                                                                                             | 63    |       |
| 18. November | Albert von Fritsch                | württembergischer Generalleutnant im Ersten Weltkrieg                                                                   | 66    |       |
| 18. November | John I. Nolan                     | US-amerikanischer Politiker                                                                                             | 48    |       |
| 18. November | Marcel Proust                     | französischer Schriftsteller, Kritiker und Intellektueller                                                              | 51    |       |
| 19. November | Iwan Bloch                        | deutscher Arzt und Sexualforscher                                                                                       | 50    |       |
| 19. November | Heinrich Obersteiner              | österreichischer Neurologe                                                                                              | 75    |       |
| 19. November | James A. Roberts                  | US-amerikanischer Soldat, Jurist und Politiker                                                                          | 75    |       |
| 19. November | Charles Thias                     | US-amerikanischer Tauzieher                                                                                             | 42    |       |
| 20. November | Anna Felice Viti                  | italienische Nonne und Selige                                                                                           | 95    |       |
| 21. November | Carl Bezold                       | deutscher Semitist | 63    |       |
| 21. November | Carl Rudolf Bohtz                 | deutscher Rittergutsbesitzer und Politiker, MdR                                                                         | 58    |       |
| 21. November | Julian Corbett                    | britischer Marinehistoriker                                                                                             | 68    |       |
| 21. November | Theodor Levin                     | deutscher Kunsthistoriker und -schriftsteller                                                                           | 86    |       |
| 22. November | Erwin Knipping                    | deutscher Meteorologe und Kartograf                                                                                     | 78    |       |
| 22. November | Ricardo Flores Magón              | mexikanischer Revolutionär                                                                                              | 48    |       |
| 22. November | Auguste Metz                      | deutsche Turnlehrerin und Physiotherapeutin                                                                             | 86    |       |
| 22. November | Hugo Planck                       | Senatspräsident am deutschen Reichsgericht                                                                              | 76    |       |
| 22. November | Otto Rudorff                      | deutscher Rechtsgelehrter und Richter                                                                                   | 76    |       |
| 23. November | Hans Laimer                       | österreichischer Politiker (SdP), Abgeordneter zum Nationalrat                                                          | 42    |       |
| 23. November | Eduard Seler                      | deutscher Altamerikanist und Altmexikanist                                                                              | 72    |       |
| 23. November | Peter Werhahn                     | deutscher Bankier und Unternehmer                                                                                       | 79    |       |
| 24. November | Robert Erskine Childers           | irischer Autor und Unabhängigkeitskämpfer                                                                               | 52    |       |
| 24. November | Ludwig Hartau                     | deutscher Schauspieler                                                                                                  | 45    |       |
| 24. November | Fridolin Krasser                  | österreichischer Paläobotaniker                                                                                         | 58    |       |
| 24. November | Sidney Sonnino                    | italienischer und Politiker, Mitglied der Camera dei deputati, Ministerpräsident                                        | 75    |       |
| 25. November | Wacław Iwaszkiewicz-Rudoszański   | polnischer General, Teilnehmer am Polnisch-Sowjetischen Krieg                                                           | 51    |       |
| 25. November | Peter Müller                      | deutscher Gynäkologe und Hochschullehrer                                                                                | 86    |       |
| 25. November | Frederick G. Niedringhaus         | US-amerikanischer Politiker deutscher Herkunft                                                                          | 85    |       |
| 26. November | Lorenz Blank                      | deutscher Politiker (Zentrum)                                                                                           | 60    |       |
| 26. November | Henry John Elwes                  | britischer Botaniker, Naturforscher und Entomologe                                                                      | 76    |       |
| 26. November | Hermann Ritzau                    | deutscher Landschaftsmaler                                                                                              | 56    |       |
| 27. November | Arturo Issel                      | italienischer Geologe, Paläontologe, Prähistoriker und Malakologe                                                       | 80    |       |
| 27. November | Alice Meynell                     | britische Dichterin und Schriftstellerin                                                                                | 75    |       |
| 28. November | Alexis Bischof                    | anhaltischer Industrieller                                                                                              | 65    |       |
| 28. November | Dimitrios Gounaris                | griechischer Politiker                                                                                                  | 55    |       |
| 28. November | Georgios Hatzianestis             | griechischer General |       |       |
| 28. November | Friedrich von Kenner              | österreichischer Archäologe und Numismatiker                                                                            | 88    |       |
| 28. November | Petros Protopapadakis             | griechischer Politiker und Ministerpräsident                                                                            |       |       |
| 28. November | Nikolaos Stratos                  | griechischer Politiker und Ministerpräsident                                                                            |       |       |
| 30. November | Isaac Bayley Balfour              | britischer Botaniker | 69    |       |
| 30. November | René Cresté                       | französischer Stummfilmschauspieler und Regisseur                                                                       | 40    |       |
| 30. November | James Robert Mann                 | US-amerikanischer Politiker                                                                                             | 66    |       |
|              | Carl Heymann                      | deutscher Pianist und Klavierlehrer                                                                                     | 68    |       |

## Dezember
| Tag          | Name                                         | Beruf, bekannt als                                                                              | Alter | Beleg |
| ------------ | -------------------------------------------- | ----------------------------------------------------------------------------------------------- | ----- | ----- |
| 1. Dezember  | Otto Elster                                  | deutscher Schriftsteller                                                                        | 70    |       |
| 2. Dezember  | August Müller                                | Geheimer Marinebaurat                                                                           | 55    |       |
| 2. Dezember  | Alfred Kirstein                              | deutscher Mediziner, Landschaftsmaler und Fotograf                                              | 59    |       |
| 2. Dezember  | Bernhard Kurt Roch                           | deutscher Bildhauer                                                                             | 75    |       |
| 2. Dezember  | Vincent A. Taylor                            | US-amerikanischer Politiker (Republikanische Partei)                                            | 76    |       |
| 3. Dezember  | Ernst Schmitz                                | deutscher Priester und Naturforscher                                                            | 77    |       |
| 3. Dezember  | Miguel E. Schulz                             | mexikanischer Architekt, Bildhauer und Rektor der Universidad Nacional de México                | 71    |       |
| 4. Dezember  | Félix Picon                                  | französischer Segler                                                                            | 48    |       |
| 4. Dezember  | Hermann Viehweger                            | deutscher Architekt                                                                             | 76    |       |
| 5. Dezember  | Józef Rymer                                  | polnischer Politiker                                                                            | 40    |       |
| 7. Dezember  | Frank B. Gary                                | US-amerikanischer Politiker                                                                     | 62    |       |
| 7. Dezember  | Karl Mauve                                   | preußischer Verwaltungsjurist, Landrat und Regierungspräsident                                  | 62    |       |
| 7. Dezember  | August Pape                                  | deutscher Kaufmann, Fabrikant und Mitglied der Bürgerschaft                                     | 65    |       |
| 7. Dezember  | Oswin Schmidt                                | deutscher Politiker (DNVP) und Mitglied des Sächsischen Landtages (1907–1922)                   | 66    |       |
| 8. Dezember  | José María Martín de Herrera y de la Iglesia | spanischer Geistlicher, Erzbischof von Santiago de Compostela                                   | 87    |       |
| 8. Dezember  | Liam Mellows                                 | irischer Revolutionär, Republikaner und Politiker                                               | 30    |       |
| 8. Dezember  | Rory O’Connor                                | irischer Freiheitskämpfer                                                                       |       |       |
| 9. Dezember  | Heinrich Curt Brückner                       | deutscher Apotheker, stellvertretender Bürgermeister Löbaus und königlich-sächsischer Hofrat    | 71    |       |
| 9. Dezember  | Julius von Platen                            | preußischer Generalleutnant                                                                     | 69    |       |
| 10. Dezember | Ludwig Böcklin von Böcklinsau                | preußischer General der Infanterie                                                              | 84    |       |
| 10. Dezember | Sarah Lindley Crease                         | britisch-kanadische Künstlerin                                                                  | 96    |       |
| 10. Dezember | Johann Focke                                 | Syndicus des Bremer Senats und Museumsgründer                                                   | 74    |       |
| 10. Dezember | Willibald Hauthaler                          | österreichischer Benediktiner-Abt und Historiker                                                | 79    |       |
| 10. Dezember | David McMackon                               | kanadischer Sportschütze                                                                        | 64    |       |
| 10. Dezember | Max Rehmann                                  | deutscher Heimatforscher                                                                        | 80    |       |
| 11. Dezember | Hans Schukowitz                              | österreichischer Schriftsteller                                                                 | 59    |       |
| 12. Dezember | Alfred Rembold                               | deutscher Jurist und Politiker (Zentrum), MdR                                                   | 78    |       |
| 12. Dezember | John Wanamaker                               | US-amerikanischer Kaufmann und religiöser Führer                                                | 84    |       |
| 13. Dezember | Arthur Wesley Dow                            | amerikanischer Landschaftsmaler und Kunsttheoretiker                                            | 65    |       |
| 13. Dezember | John William Godward                         | britischer Maler                                                                                | 61    |       |
| 13. Dezember | Hannes Hafstein                              | isländischer Politiker und Poet                                                                 | 61    |       |
| 13. Dezember | Paul Oehlkers                                | deutscher evangelischer Theologe, Pastor und Seemannspastor sowie Vorsteher des Stephansstiftes | 60    |       |
| 14. Dezember | Fritz Cohn                                   | deutscher Astronom                                                                              | 56    |       |
| 14. Dezember | Franz Hubert von Tiele-Winckler              | deutscher Großgrundbesitzer, Montanindustrieller und preußischer Landrat                        | 65    |       |
| 15. Dezember | Michel Abadie                                | französischer Dichter und Pädagoge                                                              | 56    |       |
| 15. Dezember | Marie Goetze                                 | deutsche Opernsängerin                                                                          | 57    |       |
| 15. Dezember | George Montague Harper                       | britischer Brigade-, Divisions- und Korpskommandeur im Ersten Weltkrieg                         | 57    |       |
| 15. Dezember | August Lüderitz                              | deutscher Großkaufmann und Mitbegründer der Kolonie Deutsch-Südwestafrika                       | 84    |       |
| 16. Dezember | Eliezer Ben-Jehuda                           | jüdischer Journalist und Autor, Erneuerer der Hebräischen Sprache                               | 64    |       |
| 16. Dezember | Gabriel Narutowicz                           | polnischer Wasserbauingenieur und Politiker                                                     | 57    |       |
| 16. Dezember | Margarethe Lenore Selenka                    | deutsche Zoologin, Frauenrechtlerin und Friedensaktivistin                                      | 62    |       |
| 17. Dezember | Guido Brause                                 | deutscher Botaniker, preußischer Offizier                                                       | 75    |       |
| 17. Dezember | James O. Davidson                            | norwegisch-amerikanischer Politiker                                                             | 68    |       |
| 17. Dezember | Albert Maria Eibenschütz                     | deutscher Pianist und Komponist                                                                 | 65    |       |
| 17. Dezember | Antonín Kalina                               | böhmisch-tschechischer Politiker                                                                | 52    |       |
| 17. Dezember | David Lindsay                                | australischer Entdecker                                                                         | 66    |       |
| 17. Dezember | Wilhelm Reinhard                             | deutscher evangelischer Theologe und Politiker (DNVP)                                           | 62    |       |
| 17. Dezember | Peter zu Solms-Sonnenwalde                   | deutscher Standesherr und Politiker                                                             | 82    |       |
| 17. Dezember | Rinaldo Werner                               | deutsch-italienisch-britischer Maler                                                            | 80    |       |
| 17. Dezember | Johann Anton Zehnter                         | deutscher Jurist und Politiker (Zentrum), Mitglied des badischen Landtags, MdR                  | 71    |       |
| 18. Dezember | Betzy Akersloot-Berg                         | norwegisch-niederländische Landschafts- und Marinemalerin                                       | 72    |       |
| 18. Dezember | Otto Nägeli                                  | Schweizer Mediziner, Heimatforscher und Mundartautor                                            | 79    |       |
| 18. Dezember | John James Pringle                           | britischer Dermatologe                                                                          |       |       |
| 19. Dezember | Adolf Bennecke                               | deutscher Gynäkologe und Hochschullehrer                                                        | 47    |       |
| 19. Dezember | Arthur von Bolfras                           | österreichischer Generaloberst                                                                  | 84    |       |
| 19. Dezember | Georg von Borries junior                     | deutscher Regierungsbeamter                                                                     | 65    |       |
| 19. Dezember | Friedrich Delitzsch                          | deutscher Assyriologe                                                                           | 72    |       |
| 20. Dezember | Wilhelm Klees                                | deutscher Politiker (SPD), MdR, Pionier der Arbeiterbewegung                                    | 81    |       |
| 20. Dezember | Hermann Struckmann                           | deutscher Jurist                                                                                | 83    |       |
| 20. Dezember | Carl von Weiler                              | deutscher Verwaltungsbeamter                                                                    | 43    |       |
| 21. Dezember | Fritz Beinkämpen                             | deutscher Politiker (SPD), MdL                                                                  | 49    |       |
| 21. Dezember | Emil Doepler                                 | deutscher Maler, Kunstgewerbler, Grafiker, Heraldiker und Lehrer                                | 67    |       |
| 21. Dezember | Richard Arnold Dümmer                        | südafrikanischer Botaniker                                                                      |       |       |
| 21. Dezember | Wilhelm Krahmer                              | deutscher Rittergutsbesitzer, und Politiker, MdR                                                | 76    |       |
| 21. Dezember | Leo Leipziger                                | deutscher Schriftsteller und Librettist                                                         | 61    |       |
| 21. Dezember | Otto Rauth                                   | deutscher Maler                                                                                 | 60    |       |
| 21. Dezember | Vincenzo Tangorra                            | italienischer Volkswirtschaftler und Politiker                                                  | 56    |       |
| 22. Dezember | Hermann Brune                                | deutscher Hornist, Konzertsänger, Hochschullehrer, Gesangsrepetitor, Komponist und Freimaurer   | 66    |       |
| 22. Dezember | Wilhelm Hartmann                             | deutscher Maschinenbautechniker und Hochschullehrer                                             | 68    |       |
| 22. Dezember | Bernhard Höppe                               | deutsch-niederländischer Landschaftsmaler und Fotograf                                          | 81    |       |
| 22. Dezember | L. Bradford Prince                           | US-amerikanischer Politiker                                                                     | 82    |       |
| 22. Dezember | Maximilian von Soden-Fraunhofen              | deutscher Jurist und Politiker (Zentrum), Innenminister Bayern, MdR                             | 78    |       |
| 22. Dezember | Josef Unger                                  | österreichischer Architekt                                                                      | 76    |       |
| 23. Dezember | Karl Heinrich Barth                          | deutscher Klavierpädagoge und Pianist                                                           | 75    |       |
| 24. Dezember | Emil Frey                                    | Schweizer Politiker                                                                             | 84    |       |
| 24. Dezember | Ernesto Tisdel Lefevre                       | panamaischer Politiker, Premierminister und elfter Staatspräsident von Panama                   |       |       |
| 24. Dezember | Carl Nordmann                                | deutscher Architekt                                                                             | 73    |       |
| 25. Dezember | Percy Jones                                  | britischer Boxer                                                                                | 29    |       |
| 25. Dezember | Manfréd Weiss                                | ungarischer Industrieller                                                                       | 65    |       |
| 26. Dezember | Karl Heinrich Kässbohrer                     | deutscher Unternehmer und Fahrzeugbauer                                                         | 58    |       |
| 27. Dezember | Thomas William Rhys Davids                   | britischer Pali-Forscher und Gründer der Pali Text Society                                      | 79    |       |
| 27. Dezember | Gerard Marius Kam                            | niederländischer Unternehmer, Kommunalpolitiker, Sammler und Museumsgründer                     | 86    |       |
| 28. Dezember | Guido von Maffei                             | deutscher Maler                                                                                 | 84    |       |
| 29. Dezember | Otto Dornblüth                               | deutscher Mediziner und Herausgeber eines medizinischen Nachschlagewerks                        | 62    |       |
| 29. Dezember | Ernst Tuch                                   | deutscher Zionist, Philosoph, Vereinsfunktionär und Autor                                       | 50    |       |
| 30. Dezember | Peter Berchem                                | deutscher Lehrer und Kölner Mundartdichter                                                      | 56    |       |
| 30. Dezember | Gaston Bonnier                               | französischer Botaniker                                                                         | 69    |       |
| 30. Dezember | Johannes Leitzen                             | deutscher Maler und Architekt                                                                   | 74    |       |
| 30. Dezember | August Reckling                              | deutscher Militärmusiker und Komponist                                                          | 79    |       |
| 30. Dezember | Wilhelm Wilbrand                             | hessischer Finanzminister, Oberforstrat und Landtagsabgeordneter                                | 80    |       |
| 30. Dezember | Richard Zeckwer                              | deutsch-US-amerikanischer Komponist                                                             | 72    |       |